# Phi Liêng
Phi Liêng là một xã thuộc huyện Đam Rông, tỉnh Lâm Đồng, Việt Nam.

## Địa lý
Xã Phi Liêng có diện tích 109,74 km², dân số năm 2022 là 7.261 người, mật độ dân số đạt 66 người/km².

## Lịch sử
Ngày 24 tháng 10 năm 1987, Hội đồng Bộ trưởng ban hành Quyết định số 157-HĐBT về việc:
- Thành lập xã Phi Liêng thuộc huyện Đức Trọng trên cơ sở vùng kinh tế mới.
- Chuyển xã Phi Liêng thuộc huyện Đức Trọng về huyện Lâm Hà mới thành lập quản lý.

Ngày 24 tháng 8 năm 1999, Chính phủ ban hành Nghị định số 79/1999/NĐ-CP về việc thành lập xã Đạ K'Nàng trên cơ sở 5.673 ha diện tích tự nhiên và 2.565 nhân khẩu của xã Phi Liêng.
Sau khi điều chỉnh địa giới hành chính, xã Phi Liêng có 10.307 ha diện tích tự nhiên và 2.279 nhân khẩu.
Ngày 17 tháng 11 năm 2004, Chính phủ ban hành Nghị định số 189/2004/NĐ-CP về việc chuyển xã Phi Liêng thuộc huyện Lâm Hà về huyện Đam Rông mới thành lập quản lý.